# Весна Рожіч
Весна Рожіч (словен. Vesna Rožič; 23 березня 1987, Любляна, Словенія — 23 серпня 2013, Бургхаузен, Німеччина) — словенська шахістка, Міжнародний майстер (2006) серед жінок.

## Життєпис
Весна народилася 23 березня 1987 року в словенському місті Любляна.

### Кар'єра
У складі збірної Словенії учасниця 4-х Олімпіад:
- 2002 — грала за 2 збірну;
- З 2008 по 2012 рік в основному складі.

Також в складі збірної Словенії брала участь в 3-х командних чемпіонатах Європи з 2005 по 2011 рік.

### Смерть
Весна Рожіч померла 23 серпня 2013 року на 27 році життя від раку.